# Hechizo de luna
Hechizo de luna (cuyo título original en inglés es Moonstruck) es una comedia romántica estadounidense de 1987 dirigida por Norman Jewison. Se estrenó el 16 de diciembre de 1987, obtuvo excelentes comentarios por parte de los críticos y tuvo ingresos de más de $80 millones de dólares en taquilla, por lo que se convirtió en la 5.ª película más exitosa del año. Forma parte del AFI's 10 Top 10 en la categoría "Comedia romántica".

## Argumento
Loretta Castorini (Cher) es una italoestadounidense que está comprometida con Johnny Cammareri (Danny Aiello), quien antes del matrimonio viaja a Palermo, Sicilia, a visitar a su madre moribunda. El padre de Loretta no aprueba el matrimonio porque cree que Loretta tiene mala suerte para el matrimonio, ya que el primer marido murió atropellado por un autobús. 
Antes de marcharse, Johnny pide a su prometida que invite a la boda a su hermano Ronny (Nicolas Cage), con quien ha roto relaciones hace cinco años porque por un descuido de Johnny, Ronny perdió una mano. Una tarde, Loretta visita a Ronny a su lugar de trabajo -y luego, a su apartamento- donde terminan pasando una noche de luna llena juntos tras un fuerte flechazo entre ambos que ella, al principio, se niega a reconocer. Ese día, el resto de los miembros de la familia de Loretta también se ven influenciados por la luna y sus vidas sufren un cambio repentino.

## Reparto
| Actor            | Personaje         |
| ---------------- | ----------------- |
| Cher             | Loretta Castorini |
| Nicolas Cage     | Ronny Cammareri   |
| Olympia Dukakis  | Rose Castorini    |
| Vincent Gardenia | Cosmo Castorini   |
| Danny Aiello     | Johnny Cammareri  |
| Julie Bovasso    | Rita Cappomaggi   |
| John Mahoney     | Perry             |

## Premios y nominaciones
| Premios                 | Premios                            | Premios              | Premios   |
| Premio                  | Categoría                          | Persona              | Resultado |
| ----------------------- | ---------------------------------- | -------------------- | --------- |
| Premios Óscar           | Mejor actriz                       | Cher                 | Ganadora  |
| Premios Óscar           | Mejor actriz de reparto            | Olympia Dukakis      | Ganadora  |
| Premios Óscar           | Mejor guion original               | John Patrick Shanley | Ganador   |
| Premios Óscar           | Mejor película                     |                      | Nominado  |
| Premios Óscar           | Mejor actor de reparto             | Vincent Gardenia     | Nominado  |
| Premios Óscar           | Mejor director                     | Norman Jewison       | Nominado  |
| Premios BAFTA           | Mejor actriz                       | Cher                 | Nominada  |
| Premios BAFTA           | Mejor actriz de reparto            | Olympia Dukakis      | Nominada  |
| Premios BAFTA           | Mejor sonido                       | Dick Hyman           | Nominado  |
| Premios BAFTA           | Mejor guion original               | John Patrick Shanley | Nominado  |
| Premios Globo de Oro    | Mejor actriz - Comedia o musical   | Cher                 | Ganadora  |
| Premios Globo de Oro    | Mejor actriz de reparto            | Olympia Dukakis      | Ganadora  |
| Premios Globo de Oro    | Mejor película - Comedia o musical |                      | Nominada  |
| Premios Globo de Oro    | Mejor actor - Comedia o musical    | Nicholas Cage        | Nominado  |
| Premios Globo de Oro    | Mejor guion                        | John Patrick Shanley | Nominado  |
| Sindicato de Escritores | Mejor guion original               | John Patrick Shanley | Ganador   |